# Vojenské technické muzeum Lešany
Das Vojenské technické muzeum Lešany (Militärtechnisches Museum Lešany) ist eine Sammlung von Militärfahrzeugen bei Lešany, Okres Benešov, Tschechien, etwa 20 Kilometer südöstlich der Hauptstadt Prag.
Das zum Vojenský historický ústav (Militärhistorisches Institut) in Prag gehörige Museum wurde 1996 auf dem ehemaligen SS-Truppenübungsplatz Beneschau zwischen den Dörfern Krhanice und Lešany in der Nähe von Týnec nad Sázavou gegründet.

## Bestände
Aufgrund des Umfangs seiner Sammlung mit vielen weltweit einzigartigen Gegenständen ist das Museum eine der wichtigsten europäischen Institutionen seiner Art. Bemerkenswert ist insbesondere die Sammlung der tschechoslowakischen Militärtransportfahrzeuge von 1918 bis 1939 und die Sammlung von Škoda-Kanonen.
Die Ausstellung enthält über 700 historische Panzer, Kanonen, Motorräder, gepanzerte Fahrzeuge, Lastwagen, militärische Personenkraftwagen, Raketensysteme und andere militärische Ausrüstung, die von 1890 bis heute hergestellt wurden.
Die Exponate werden in 10 Hallen, 6 überdachten Bereichen und im Freien präsentiert. Seit 2003 findet jedes Jahr am Ende der Sommersaison auf dem Gelände des Museums ein sogenannter „Panzertag“ statt, an dem viele Panzer und andere Militärfahrzeuge im fiktiven Einsatz gezeigt werden.

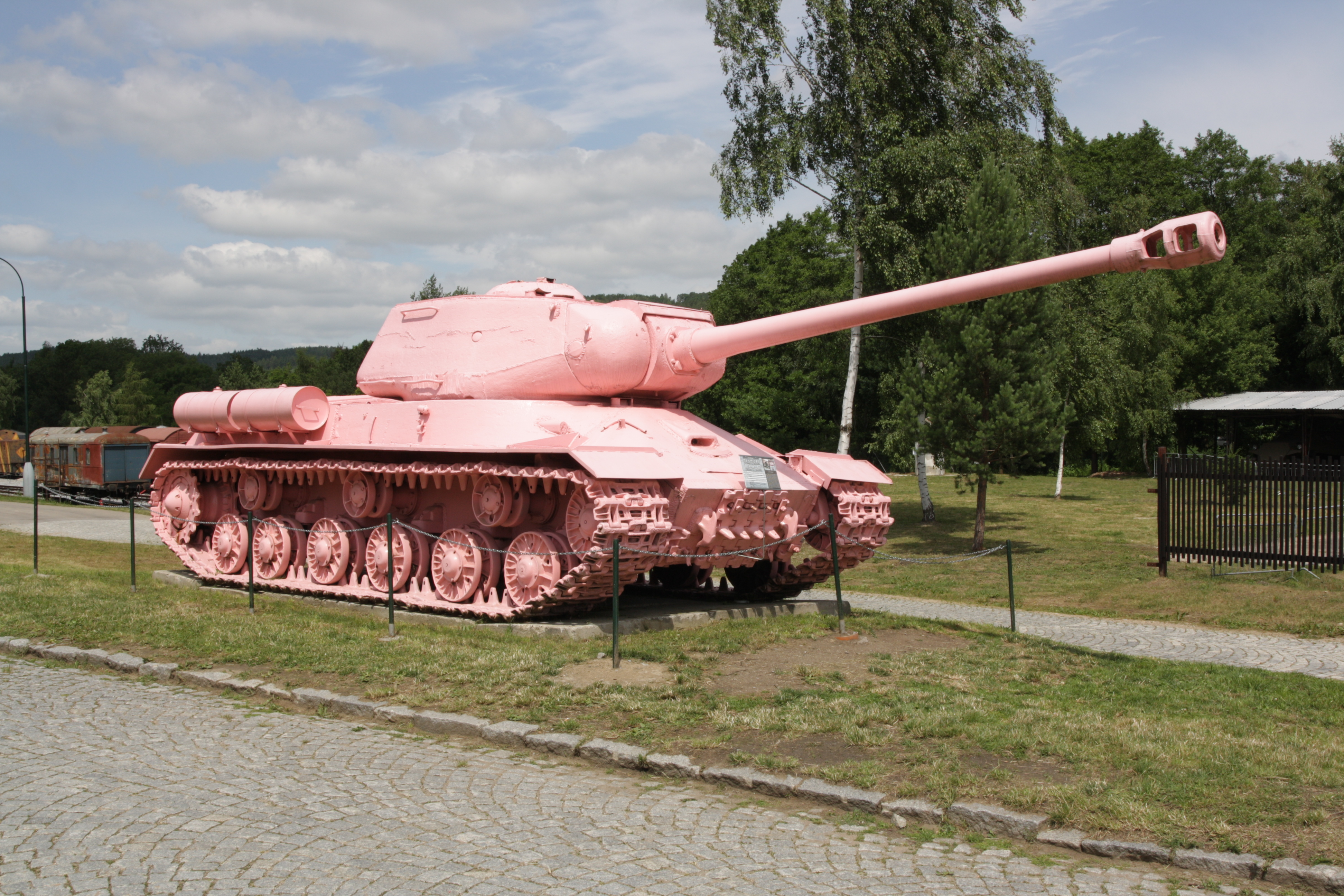
„Rosa Panzer“ von David Černý

Besondere Berühmtheit erlangte der Panzer Nr. 23 im Bestand des Museums. Er war ab 1945 im Stadtteil Smíchov auf einem Sockel ausgestellt und wurde nach der Niederschlagung des Prager Frühlings zu einem Symbol für die sowjetische Besatzung des Landes. 1991 färbte der Künstler David Černý daher den Panzer in einer illegalen Kunstaktion rosarot, was Kontroversen auslöste. Heute ist der rosa Panzer auf dem Gelände des Museums ausgestellt.

## Galerie

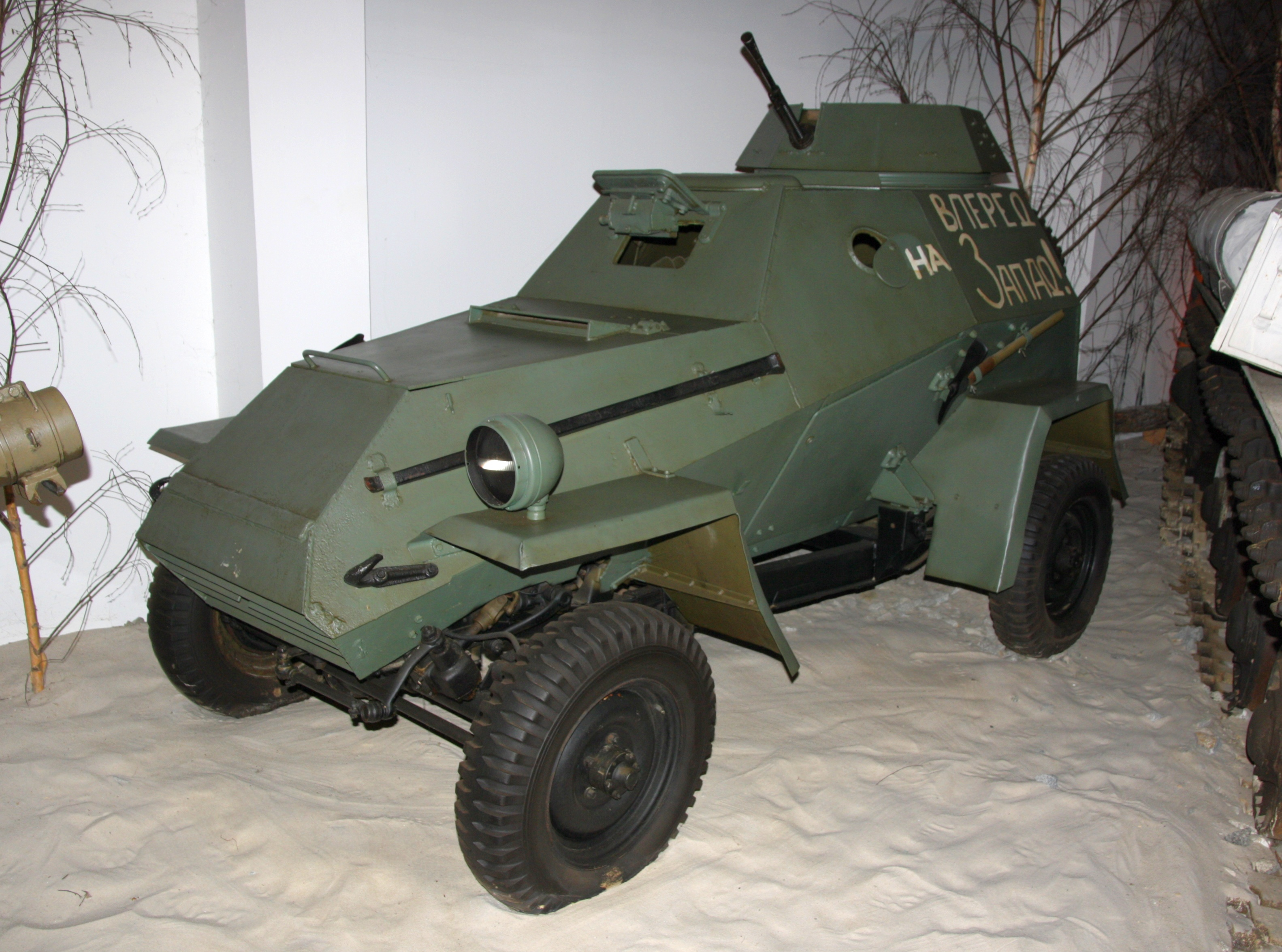
BA-64
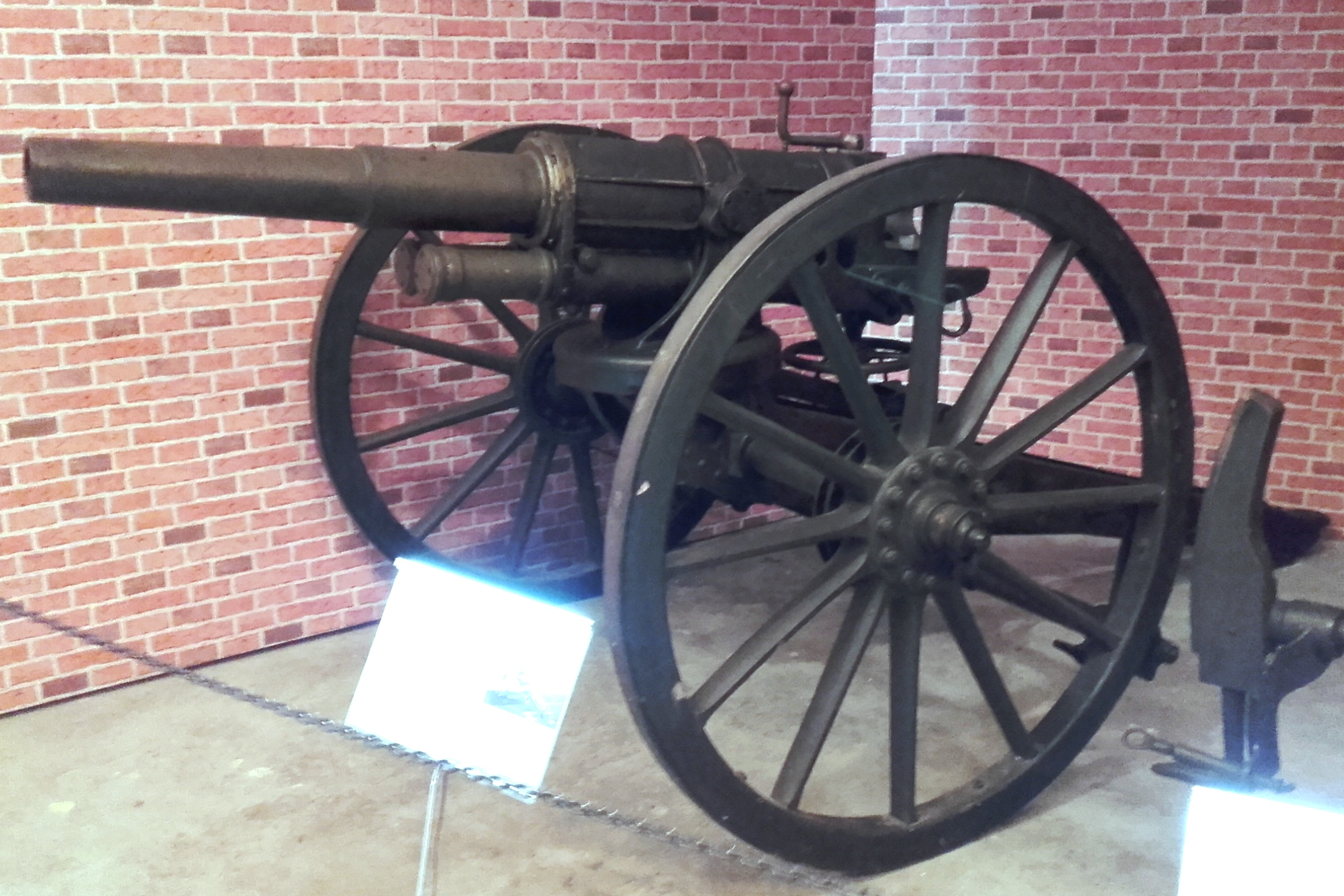
Erstes 75-mm Skoda-Modell von 1892
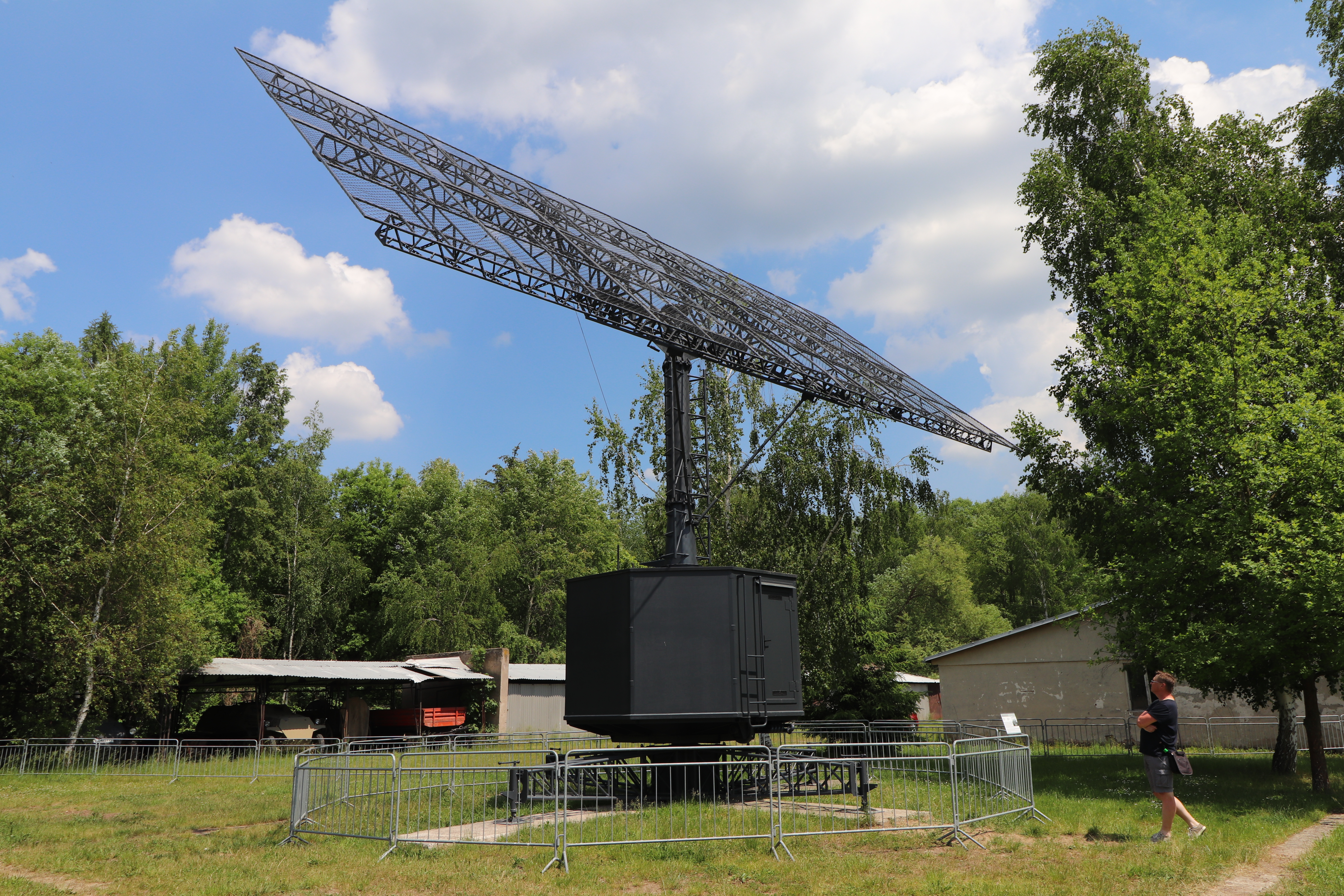
Radarsystem „FREYA“
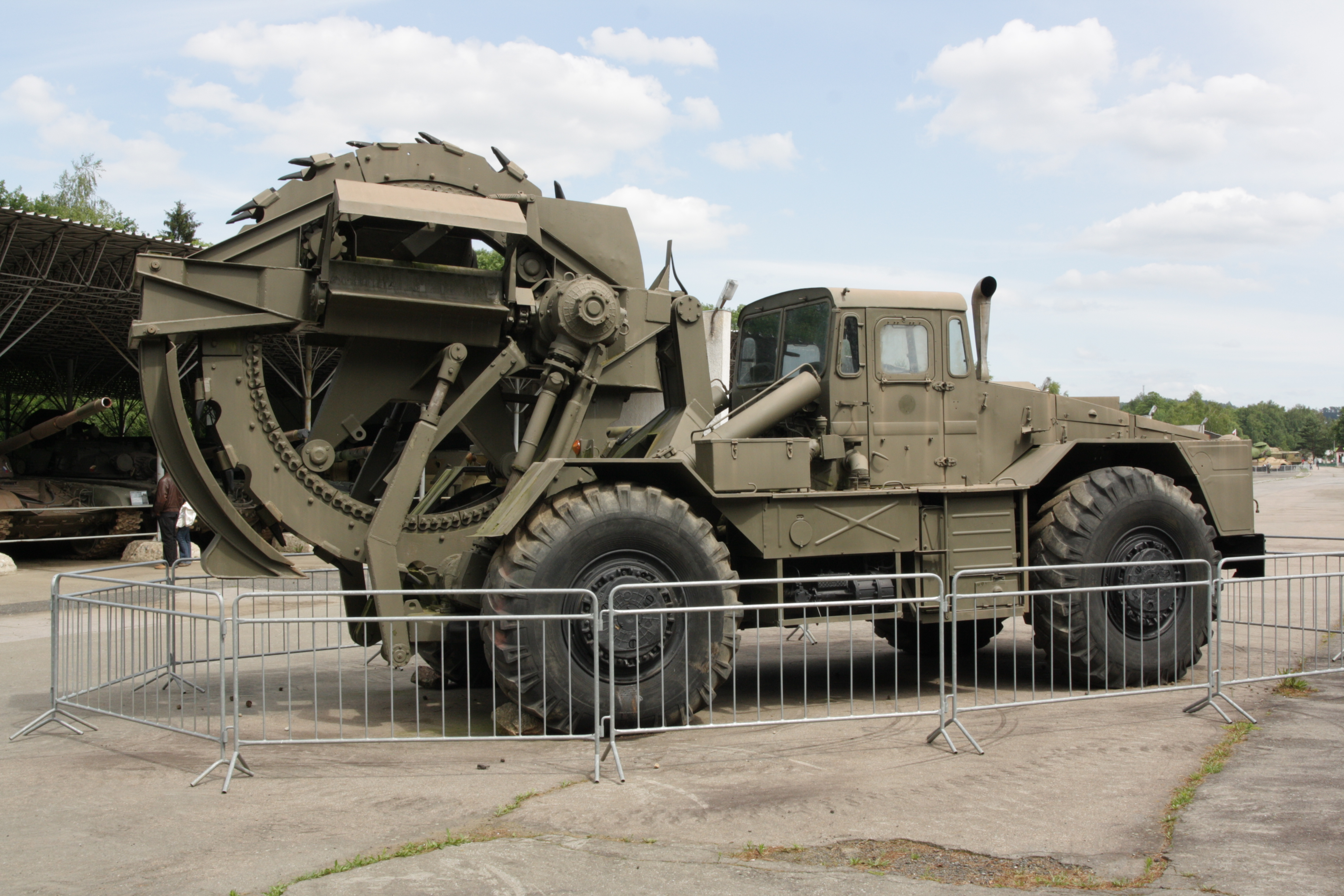
Grabenpflug TKM-2
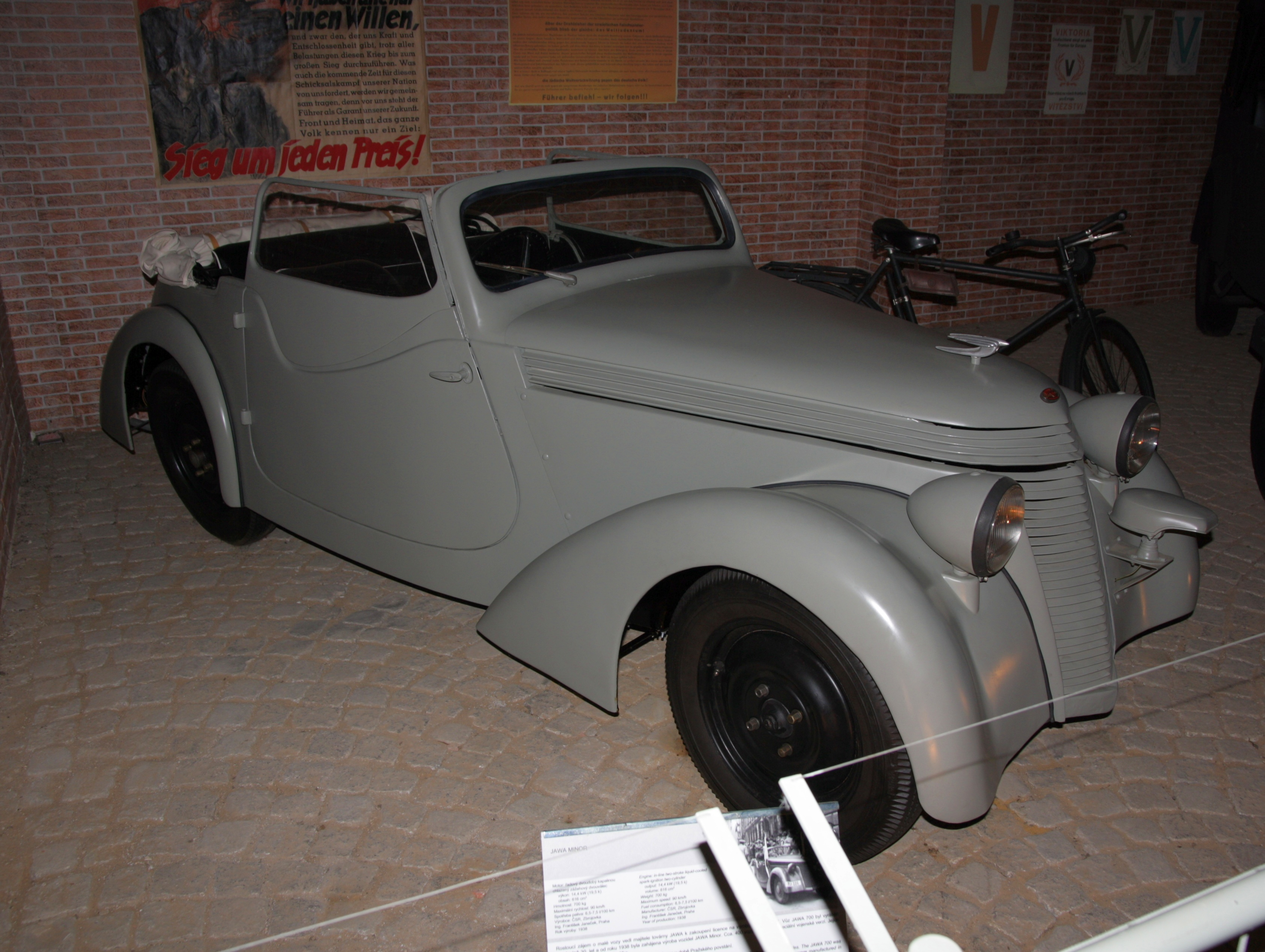
Jawa Minor
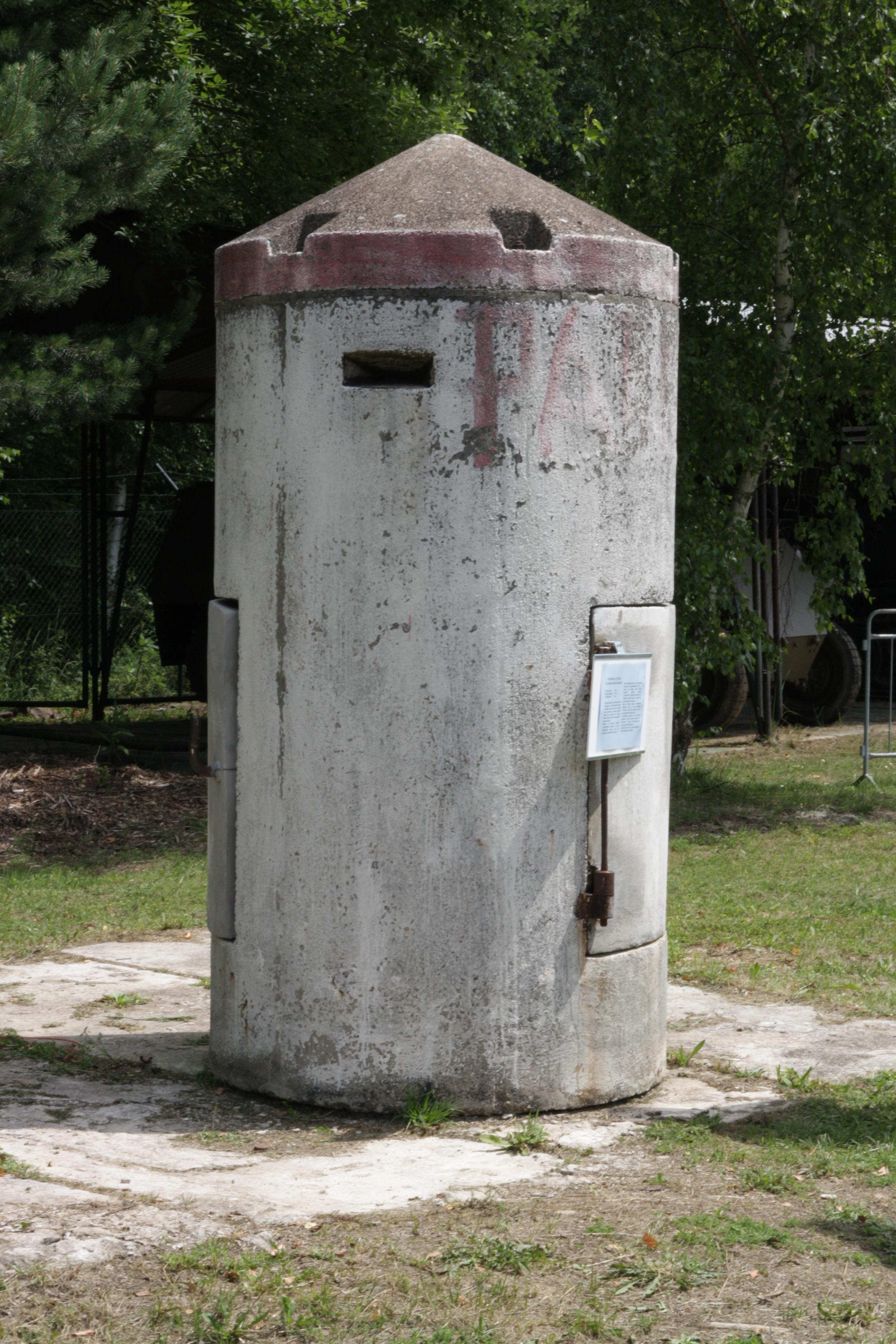
Einmannbunker
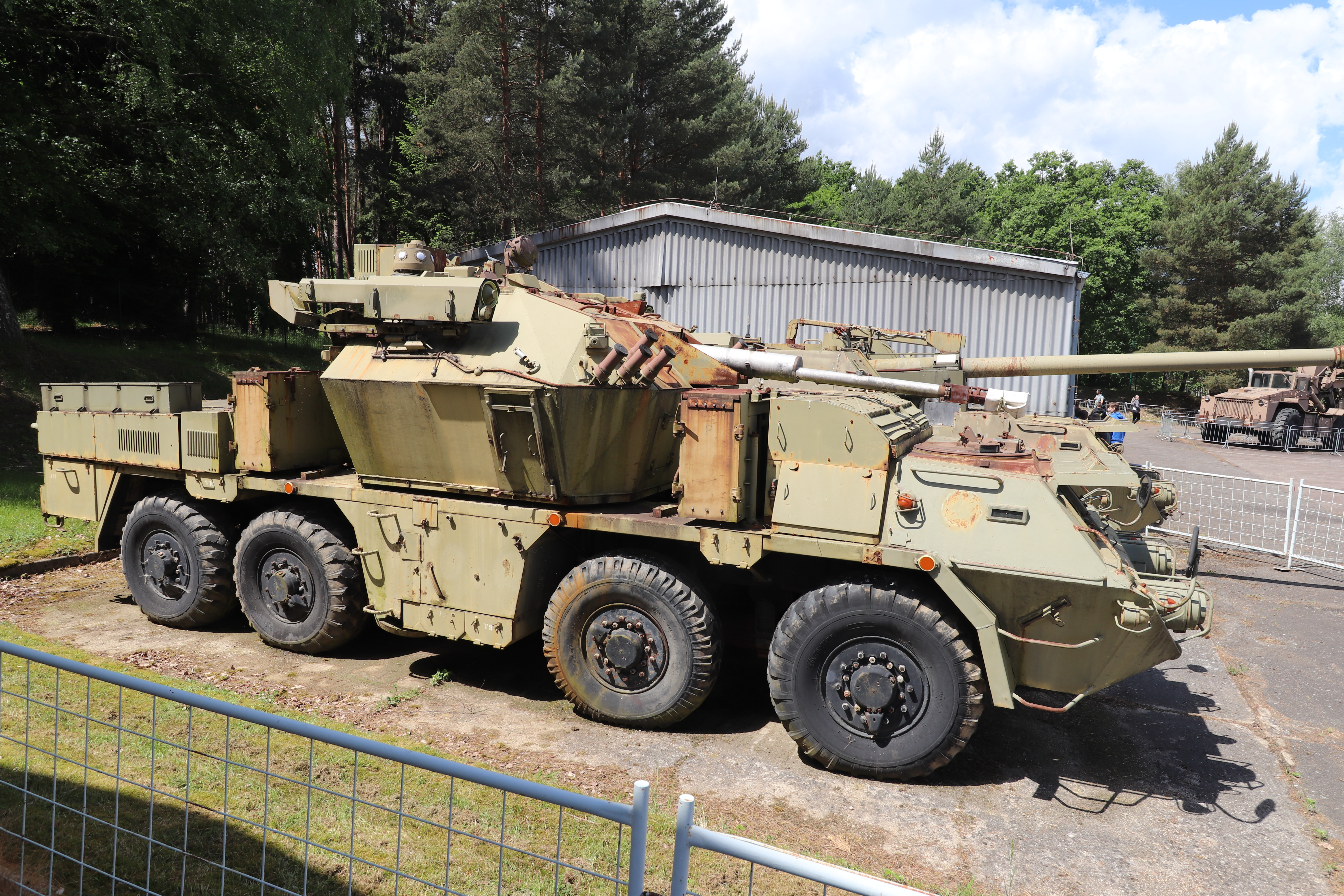
Prototyp 30mm Flakträger ShPLK STROP II
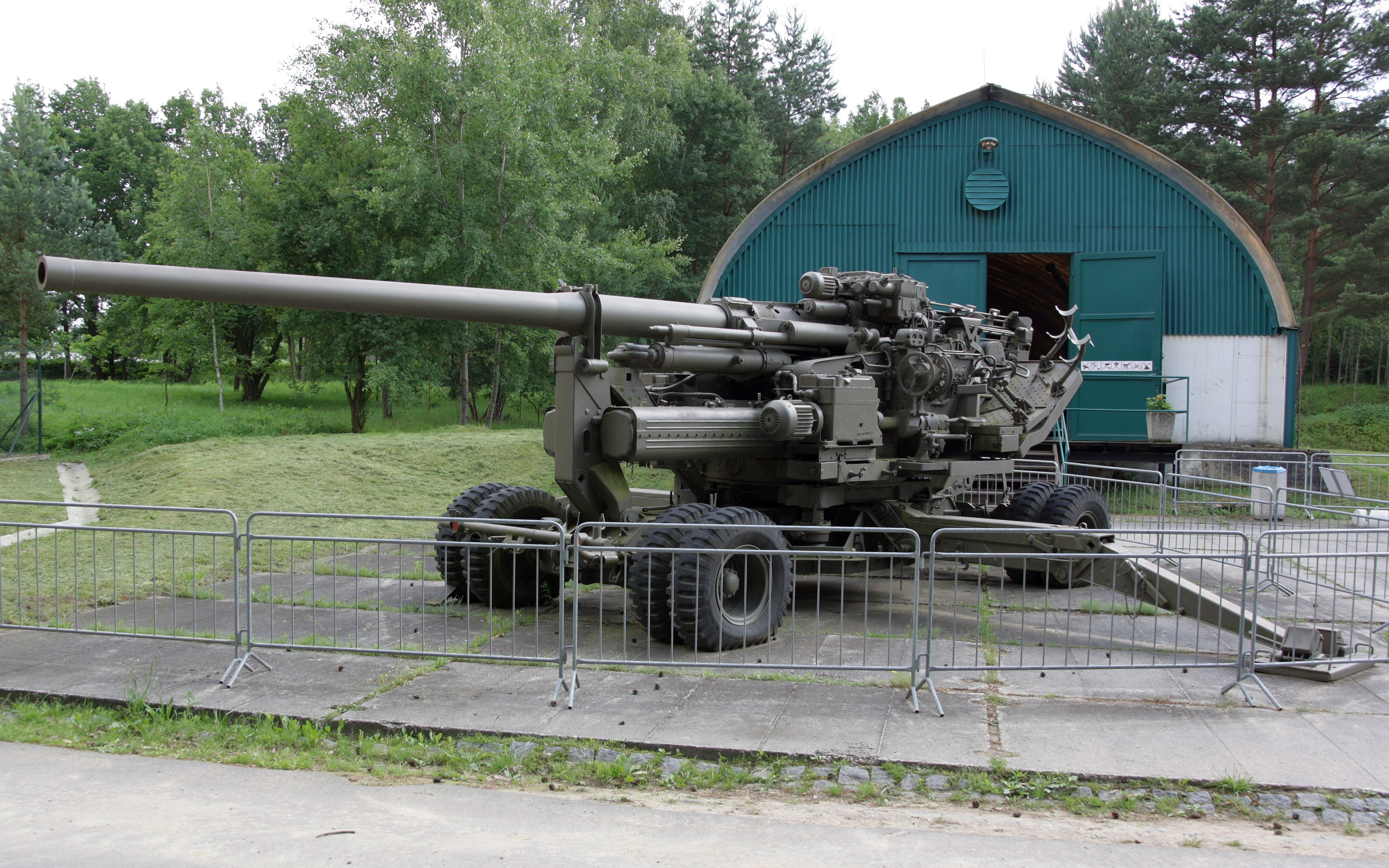
130 mm KS-30
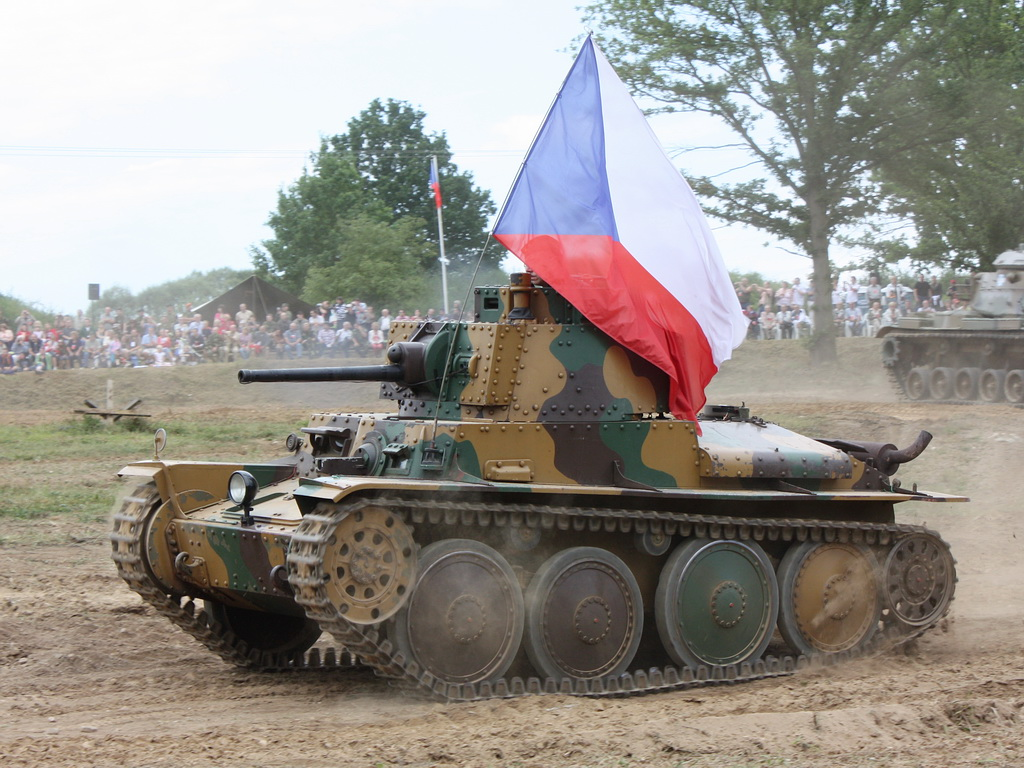
LT 38